# Dreiseithof Altzitzschewig 8 (Radebeul)
Der Dreiseithof Altzitzschewig 8 steht am Anger Altzitzschewig des Stadtteils Zitzschewig der sächsischen Stadt Radebeul.

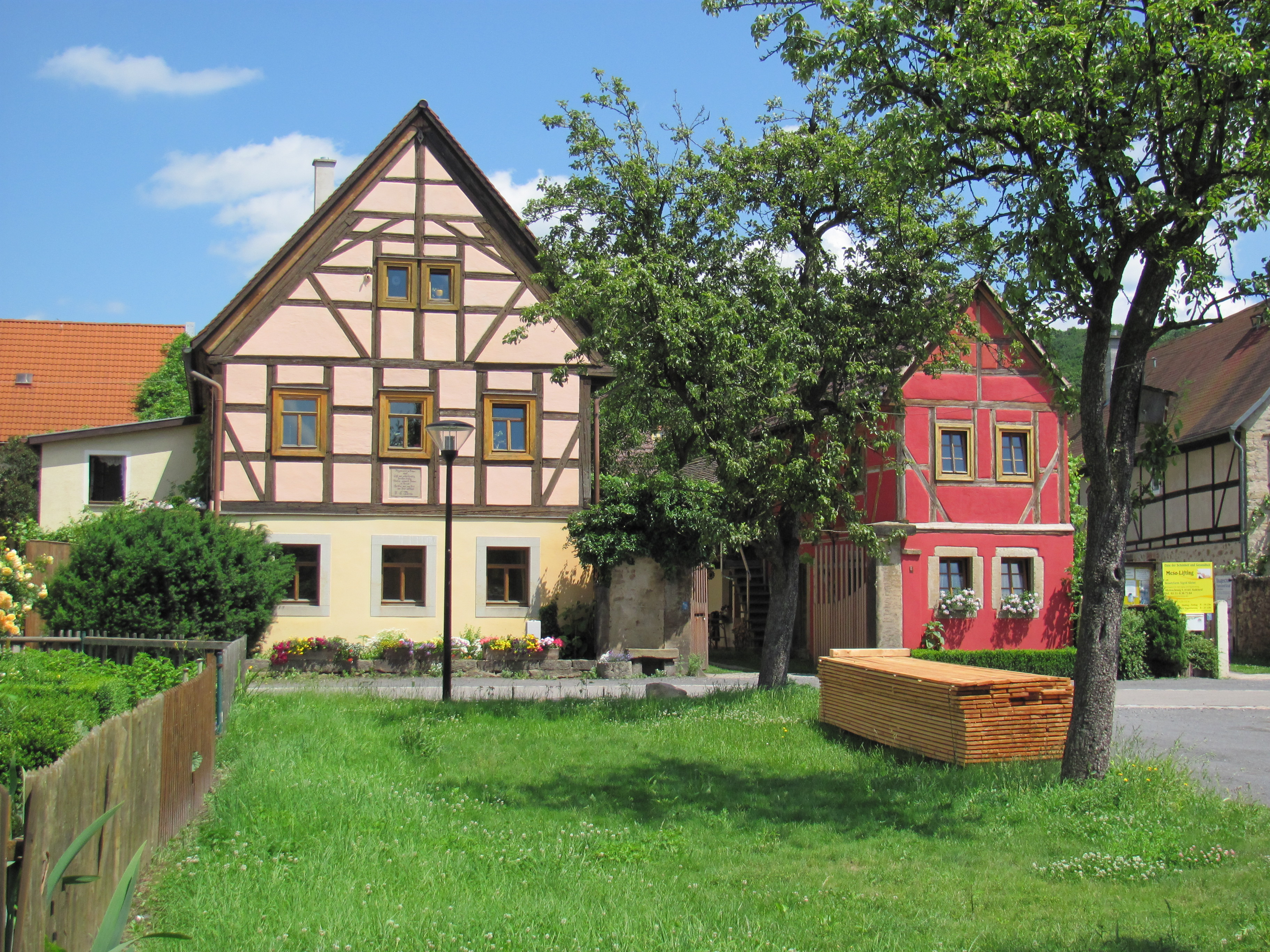
Dreiseithof Altzitzschewig 8

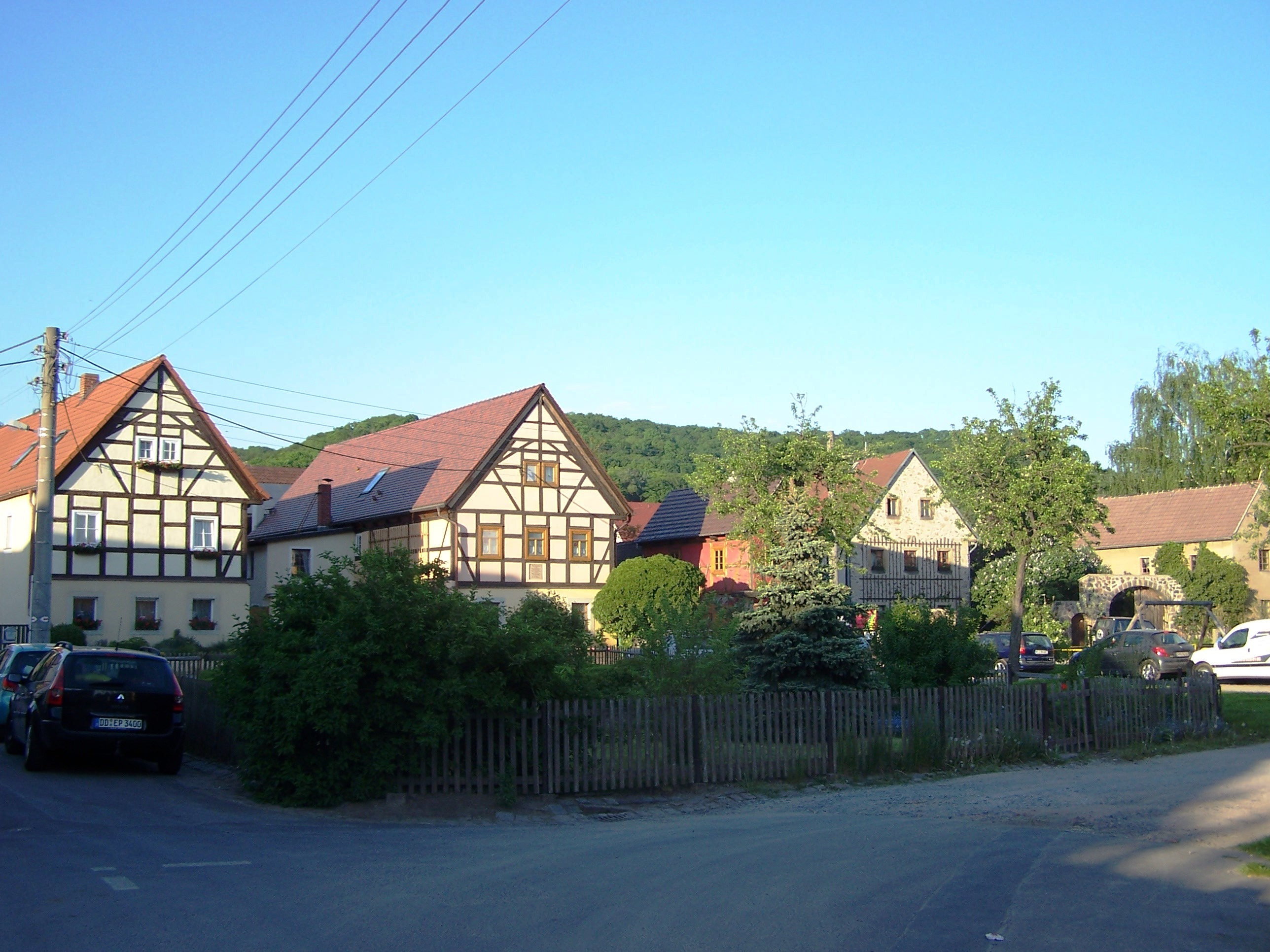
Altzitzschewig 8 mit Nachbarhöfen

## Beschreibung
Das links stehende ehemalige Wohnstallhaus ist mitsamt der Einfriedung und der Toranlage sowie dem rechts stehenden Seitengebäude (Auszugshaus) und der dahinterliegenden Scheune denkmalgeschützt. Das zweigeschossige Wohnstallhaus steht ebenso wie seine Nachbarhäuser und auch das Auszugshaus giebelständig zum Anger, links seitlich an der Grundstücksgrenze eines schmalen, langen Grundstücks. Das ziegelgedeckte, zum Hof hin überkragende Satteldach bedeckt ein Obergeschoss, das auf der Giebelseite und zum Hof hin freigelegtes Fachwerk zeigt, das vorher lange Zeit überputzt war; das Erdgeschoss ist massiv und verputzt.
Rechts steht das wesentlich kleinere und schmalere Auszugshaus. An beiden Wohngebäuden befanden sich lange Zeit Weinspaliere.
Dahinter steht quer über die ganze Breite des Bauernguts eine Scheune mit Satteldach und Durchfahrt. Dieser Bau wurde zusammen mit der Scheune der linken Nachbarn nach einem Brand 1890 neu errichtet.
Vorne zur Straße hin ist der Dreiseithof durch eine Toranlage aus kräftigen Pfeilern abgeschlossen, dazwischen befindet sich ein hölzernes Tor. Auf den Pfeilern liegen Deckplatten.

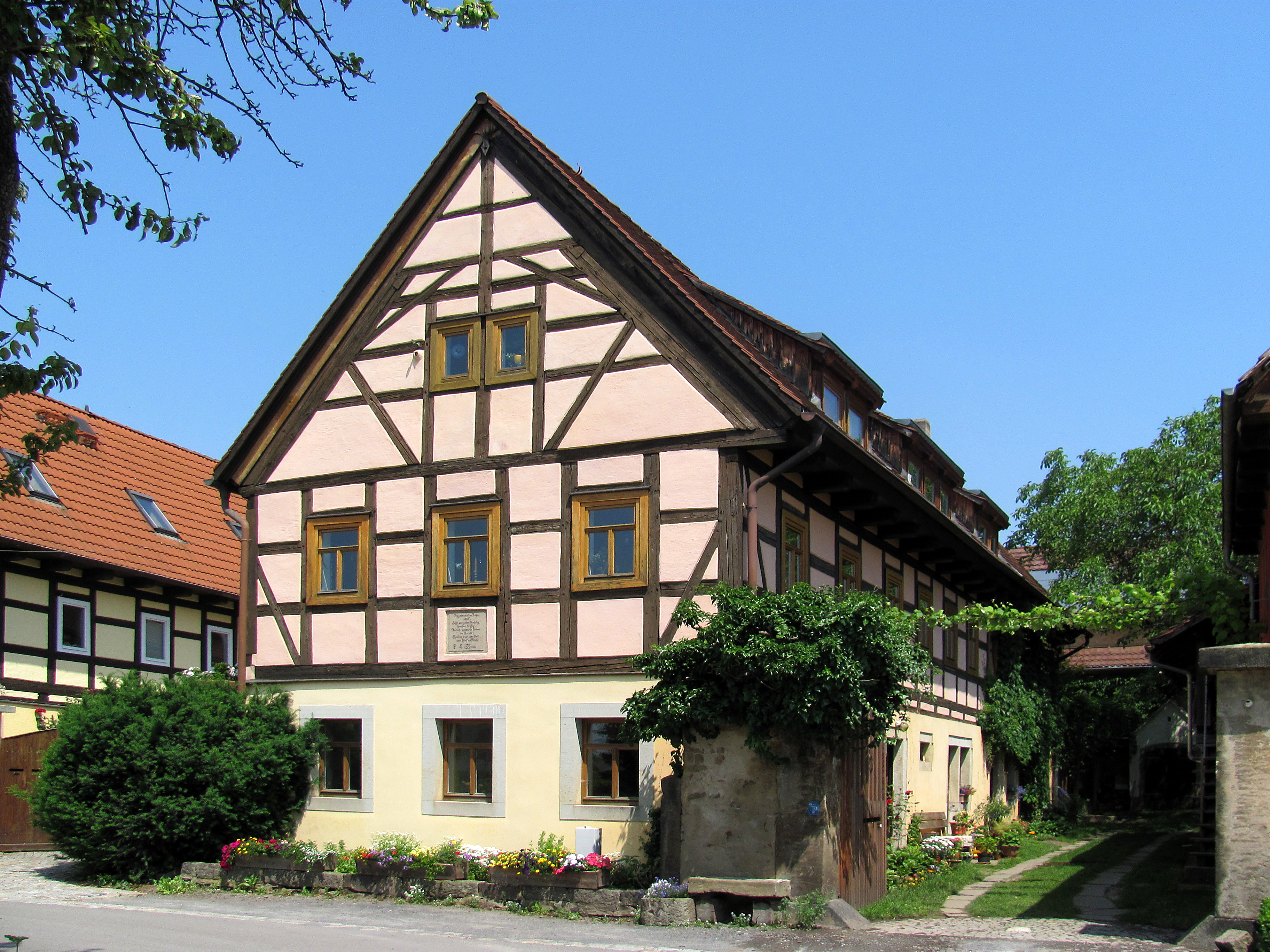
Altzitzschewig 8: Haupthaus
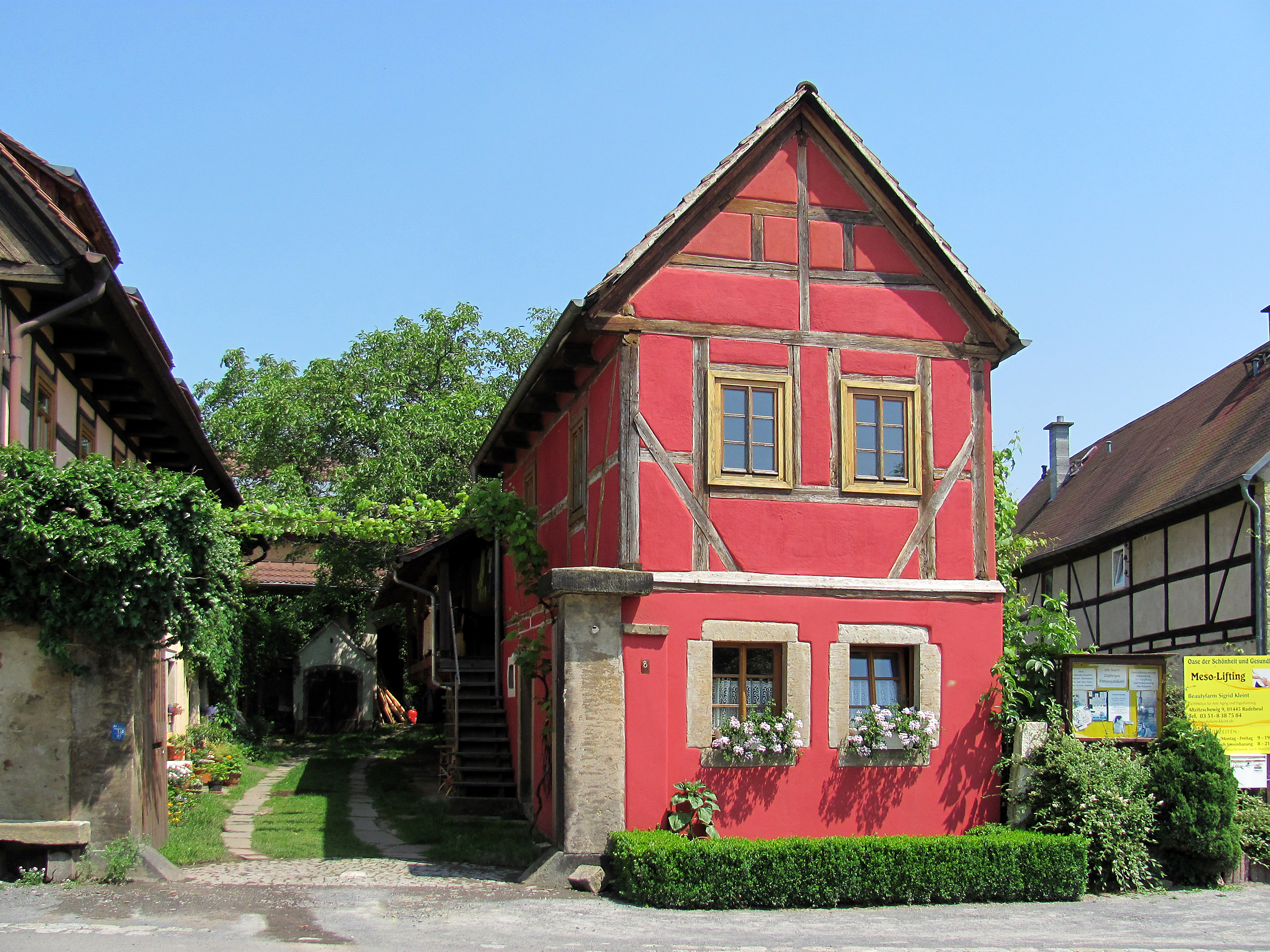
Altzitzschewig 8: Nebengebäude
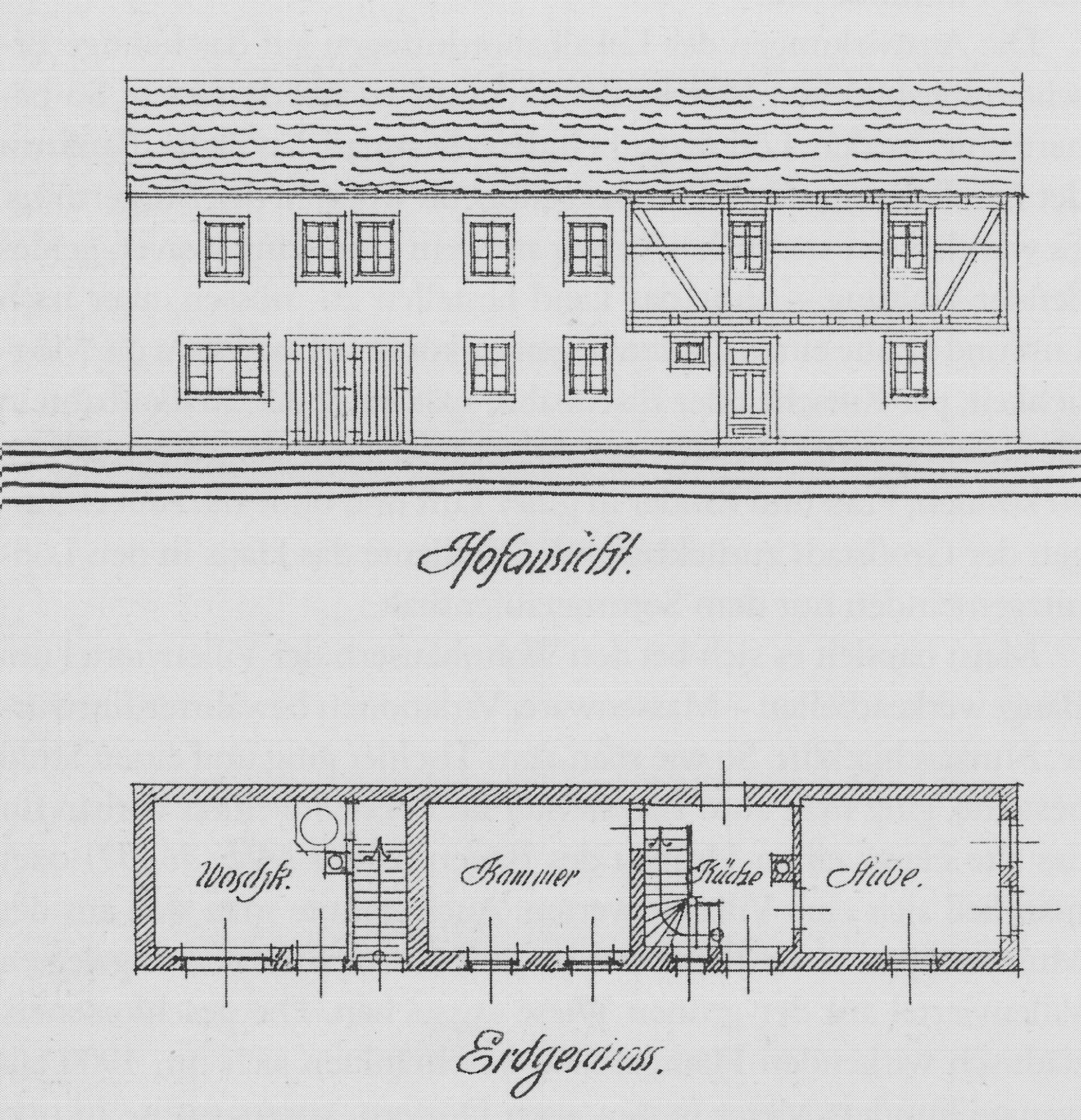
Umbauzeichnung des Nebengebäudes, 1919
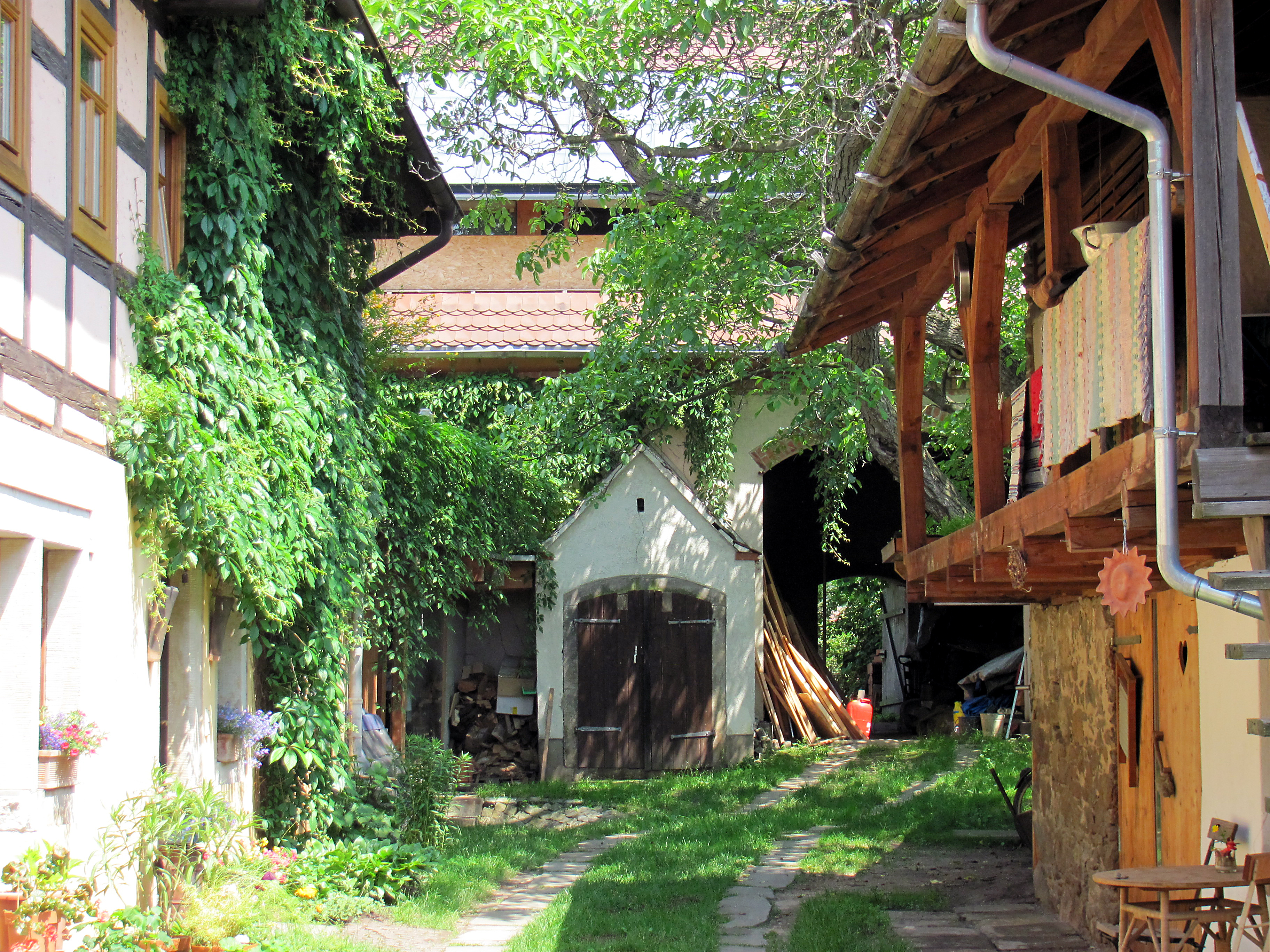
Altzitzschewig 8: Innenhof und Scheune

## Geschichte

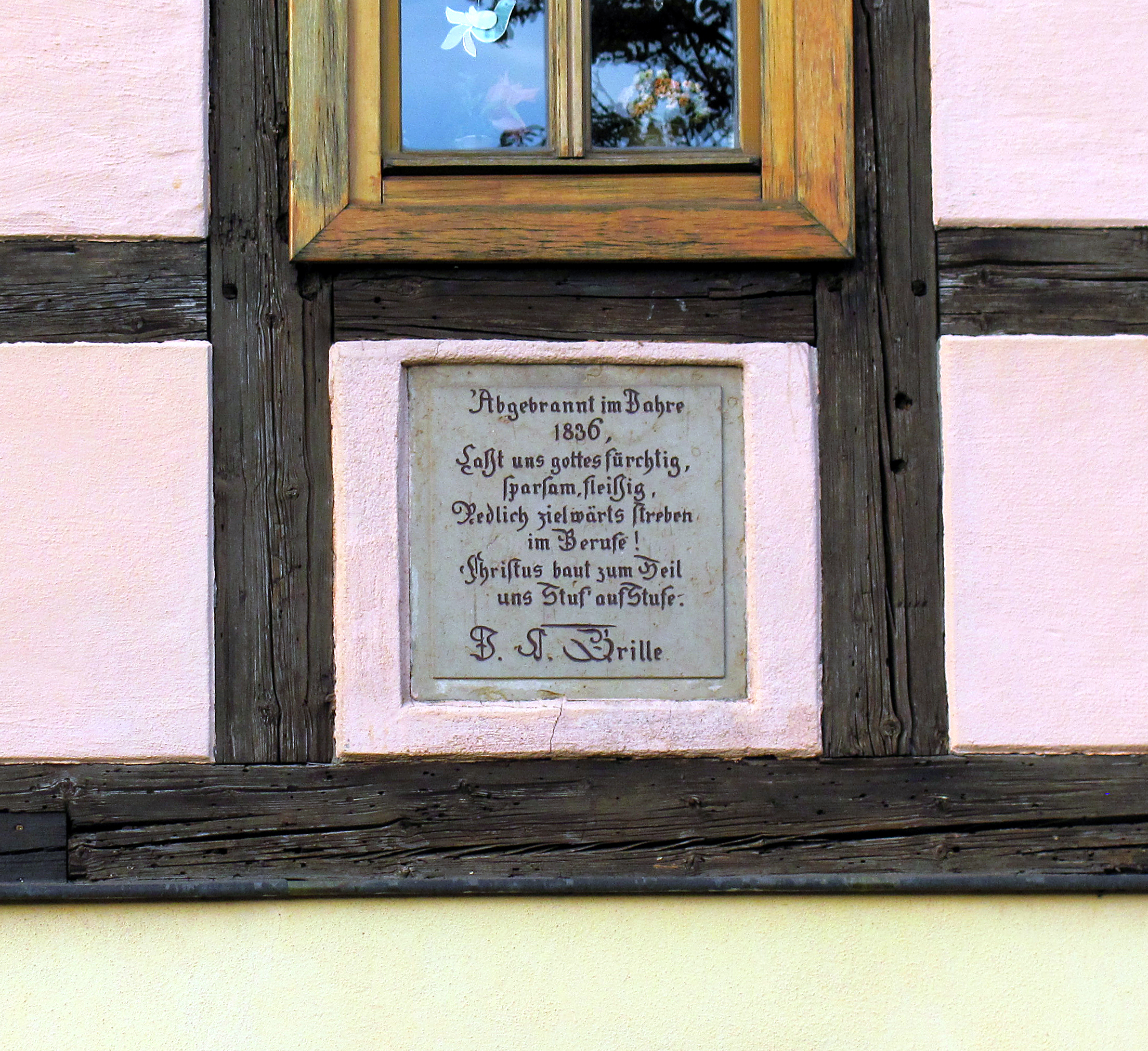
Altzitzschewig 8: Inschrifttafel von 1836

Der Vorgängerbau des heutigen Wohnhauses brannte 1836 ab und wurde dann neu errichtet. Am Gebäude befindet sich eine entsprechende Inschrifttafel, die neben der Datierung auch den Namen des damaligen Eigentümers verrät: 

„Abgebrannt im Jahre 1836,
Laßt uns gottesfürchtig, sparsam, fleißig,
redlich zielwärts streben im Berufe!
Christus baut zum Heil uns Stuf' auf Stufe
J. L. Brille“

Im November 1890 brannte die damalige Scheune ab und wurde im Folgemonat in Bauflucht mit der Nachbarscheune (Nr. 7) für den Eigentümer Friedrich August Trache neu errichtet. Entwurf und Bau erfolgten durch die Unternehmung Moritz Große; Große baute zur gleichen Zeit im benachbarten Naundorf ebenfalls einige durch Brand zerstörte Scheunen (Altnaundorf 6 und Nachbargrundstücke) wieder auf.
Im Jahr 1919 ließ sich der Hausbesitzer Oskar Hermann Voigt das Seitengebäude zu einem Mehrfamilienwohnhaus umbauen. Verantwortlich war der Baumeister Alfred Große.
Die Bauherrschaft wurde für die Sanierung der Anwesen Altzitzschewig 7/8 anlässlich des Radebeuler Bauherrenpreises 2001 mit einer Anerkennung in der Kategorie Denkmalsanierung ausgezeichnet.